# Źródło prądowe
Źródło prądowe – element aktywny obwodu, stosowany w elektronice; idealny model źródła prądu elektrycznego, który charakteryzuje wyłącznie natężenie prądu (nie uwzględnia się np. rezystancji wewnętrznej). Takie źródło wymusza w gałęzi obwodu określone natężenie; w stanie jałowym (bez obciążenia) na jego zaciskach występuje maksymalne napięcie.
Idealne źródła wykorzystuje się w analizie obwodów elektrycznych.
Rozróżnia się dwa rodzaje źródeł:
- niesterowane – natężenie prądu jest stałe;
- sterowane (napięciowo lub prądowo) – natężenie zależy liniowo lub nieliniowo od napięcia lub prądu płynącego w innej gałęzi obwodu.